# Musei del Seminario vescovile di Treviso
I Musei del Seminario vescovile di Treviso raccolgono le collezioni ospitate nel Seminario vescovile della città.
Attualmente chiusi al pubblico, sono visitabili solo da studiosi e previa prenotazione.

## Patrimonio
Oltre alle sezioni speciali (Audioteca, Microfilmoteca, Fototeca e Cineteca) e alla collezione di strumenti scientifici antichi, i musei constano di tre nuclei, corrispondenti ad altrettante donazioni.

### Museo zoologico "Giuseppe Scarpa"
La vasta collezione di animali, originari non solo del territorio veneto, ma di varie zone del mondo, fu donata nel 1914 al Seminario da Giuseppe Scarpa, studioso trevigiano di Scienze naturali dal quale il museo prende nome.

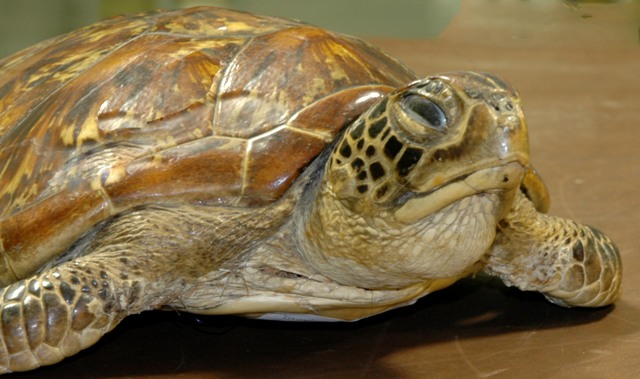
Tartaruga della Collezione Scarpa.

Il Museo conserva più di duemila esemplari di vertebrati ed invertebrati, mammiferi, pesci, anfibi, uccelli e rettili. Di particolare interesse:
- squali conservati sia impagliati che in contenitori di vetro "contenenti del liquido conservante";
- uccelli palustri e limicoli (quattrocchi, morette, codoni, fenicotteri, pollo sultano, cavaliere d’Italia, avocette, cigni reali, aironi, garzette, tarabusini, ibis, spatole, cicogne e gabbiani);
- frigillidi (ciuffolotti, lucherini, cardellini, organetti, frosoni e crocieri);
- zigoli, quali lo zigolo delle nevi, nero, giallo di Lapponia, dal collare, di palude, minore.
- picchi, come il picchio rosso maggiore, muratore, muraiolo, tridattilo e nero;
- rondini: rondine comune, rossiccia, balestruccio e purpurea.
- uccelli da preda, sia notturni che diurni (gufi, allocchi, civette, aquile, grifoni, avvoltoi, falchi e poiane).
- animali marini, quali i pinguini, gabbiani, stercorari, berte e strolaghe;
- rettili e anfibi (rane, tartarughe, iguane);
- sauri (lucertole e camaleonti).
- animali africani impagliati (leone, giraffa, gazzella, antilopi, elefanti e rinoceronti).
- mustelidi (faina, donnola e furetto)
- roditori (marmotta e scoiattolo).

Inoltre, alcuni spazi espositivi sono dedicati ai minerali e alle conchiglie.

### Museo etnografico "Dino Grossa"

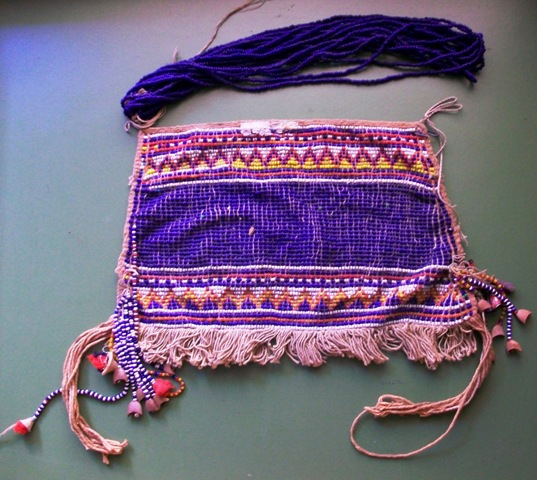
Borsa con perline di tribù indios

Il Museo etnografico, una collezione donata da Dino Grossa, missionario in Venezuela (1949 - 1960), conserva documenti e testimonianze materiali delle popolazioni Indios. In particolare, sono esposti utensili di uso quotidiano delle tribù amazzoniche dei Piaroa, Makiritare, Panare, Warao e Motilon, per lo più costruiti con ossa di animali locali come il paca e il tapiro, fra i quali spiccano:
- frecce e faretre,
- collane,
- portaoggetti di varie dimensioni,
- strumenti musicali a fiato.

### Museo archeologico "Angelo e Antonio Campagner"

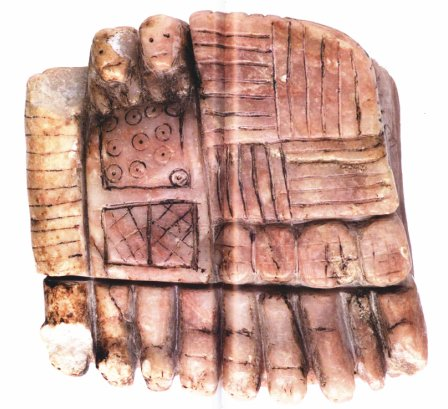
Scultura di arte precolombiana della raccolta Campagner

Il Museo archeologico, intitolato ai donatori Angelo e Antonio Campagner, anch'essi missionari in Sud America (1948 - 1970), è stato aperto nel 1993. 
In questo Museo sono esposti:
- oggetti legati alla civiltà e alla cultura degli Incas;
- reperti archeologici di età preromana, provenienti dal territorio veneto.